# Pannikulit
Pannikulit är en medicinsk samlingsterm för inflammationssjukdomar i underhudsfettet, vilket kan uppkomma av exempelvis infektionssjukdomar, fysiska faktorer, bindvävssjukdomar, och sjukdomar i bukspottkörteln. Pannikulit yttrar sig i ömmande och rodnade områden med knölar, allmänna symtom på inflammation, samt plack och förhårdnad hud. Det är vanligen kvinnor som drabbas. Vanligare varianter av pannikulit är knölros, lipodermatoskleros, erythema induratum, recidiverande pannikulit, och köldpannikulit (som oftast drabbar barn).